# Szakállas fügepapagáj
A szakállas fügepapagáj (Psittaculirostris salvadorii) a madarak osztályának papagájalakúak (Psittaciformes) rendjébe  és a szakállaspapagáj-félék (Psittaculidae) családjába, azon belül a lóriformák (Loriinae) alcsaládjába tartozó faj.
Tudományos nevét Tommaso Salvadori olasz természettudósról kapta.

## Előfordulása
Indonézia területén honos.

## Megjelenése
Testhossza 19 centiméter, testtömege 118 gramm.
|  |

## Külső hivatkozások
- Képek az interneten a fajokról
- Ibc.lynxeds.com - videók a fajról